# إذاعة آسيا الحرة
إذاعة آسيا الحرة (بالإنجليزية: Radio Free Asia)‏ هي إذاعة غير تجارية، يقع مقرها في العاصمة الأمريكية واشنطن. تأسست عام 1994 من طرف الكونغرس الأمريكي وتُمول من الحكومة الأمريكية. المسؤول عن الإرسال هو مجلس محافظي البث الإذاعي.
يتم بث البرامج بتسع لغات مختلفة إلى آسيا الوسطى وجنوب شرق آسيا. أما إنتاج البرامج فيتم إنتاجه بأسلوب إذاعة أوروبا الحرة ويُبث على الموجة القصير. تستخدم الإذاعة أجهزة البث الإذاعي في كل من ماريانن، سري لانكا، طاجيكستان، كازاخستان، هاواي، أرمينيا، منغوليا، وبالاو.

## وصلات خارجية
- موقع إذاعة آسيا الحرة (بالإنجليزية)